# Цао Фан
Цао Фан (спрощ.: 曹芳; піньїнь: Cáo Fāng; 232—274) — третій китайський імператор з династії Вей періоду Саньґо. Незважаючи на найдовший термін правління серед представників династії, був лише номінальним імператором, реальну ж владу мали регенти.

## Життєпис
Був сином Женьченського князя Цао Кая, онука Цао Цао. Ще юнаком його всиновив імператор Цао Жуй, всі спадкоємці якого помирали немовлятами.
Коли 238 року Цао Жуй захворів, він вирішив проголосити Цао Фана своїм спадкоємцем, утім після цього спалахнула боротьба за те, хто буде регентом при ньому. Тому Цао Фан був проголошений спадкоємцем престолу держави Вей лише за день до смерті його батька, регентами при ньому були названі Цао Шуан і Сима І.
Первинно два регенти мали рівну владу, втім поступово Цао Шуан зумів фактично відсторони Симу І від прийняття будь-яких значимих рішень. Цао Шуан розставив на всі значимі пости своїх людей.
244 року Цао Шуан здійснив непідготований напад на Ханьчжун, утім зазнав нищівної поразки і значних втрат. 249 року Сима І влаштував переворот й усунув Цао Шуана від двору, а в подальшому за його наказом Цао Шуан був страчений разом з усією його родиною. 251 року Сима І придушив повстання під проводом генерала Ван Ліна.
251 року Сима І помер, а його пост перейшов у спадок до його сина Сими Ши. 254 року останній вжив заходів щодо зміцнення своєї влади, звинувативши у змові та вбивши імператорського міністра Лі Фена, якого імператор Цао Фан наблизив до себе. За наполяганням Сими Ші імператор був змушений вигнати свою дружину, імператрицю Чжан, родичів якої Сима Ші також звинуватив у змові. Такі дії регента тримали імператорських чиновників у страху.
У жовтні 254 року Сима Ші після невдалої спроби усунення його від влади з боку імператора та його прибічників змусив Цао Фана зректись престолу на користь Цао Мао, онука Цао Пі.
Після усунення від трону Цао Фан переїхав до свого княжого палацу в Хенеї. Коли 265 року Сима Янь узурпував трон і заснував династію Цзинь, Цао Фан, як інші вейські принци буи понижені в титулах від князів до ґунів.
Цао Фан помер 274 року, був похований із почестями, належними ґуну, а не імператору. Про його нащадків наразі нічого не відомо.

## Девізи правління
- Чженши (正始) 240—249
- Цзяпін (嘉平) 249—254